# 埃爾伍德鎮區 (伊利諾伊州弗米利恩縣)
埃爾伍德縣區（英語：Elwood Township）是位於美國伊利諾伊州弗米利恩縣的一個行政鎮區。

## 地方資料
根據2010年美國人口普查的數據，埃爾伍德縣區的面積為64.50平方千米，當中陸地面積為64.30平方千米，而水域面積為0.20平方千米。當地共有人口1575人，而人口密度為每平方千米24.42人。